# ورخنی آرادیریخ
ورخنی آرادیریخ (به لاتین: Verkhny Aradirikh) یک منطقهٔ مسکونی در روسیه است که در داغستان واقع شده‌است.